# Klipschorn

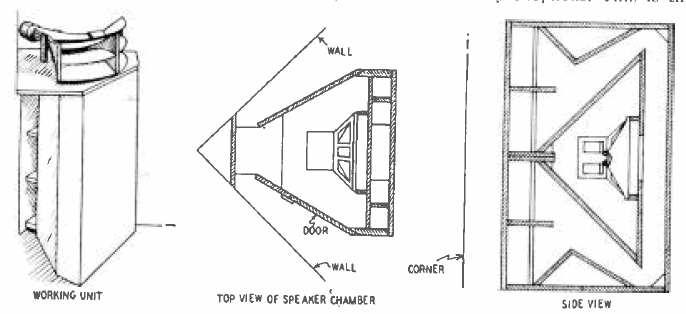
Design des Klipschorn-Systems

Das Klipschorn (auch Klipsch-Eckhorn genannt) ist eine von Paul Klipsch 1946 als 3-Wege-Lautsprecher entwickelte Hornkonstruktion. Das Tieftonhorn ist in ein Eckgehäuse mit einer Kantenlänge von 90 cm und einer Höhe von 100 cm mit einer Länge von ca. 1,8 m hineingefaltet. 
Über dem Eckgehäuse befinden sich ein Mittel- und Hochtonlautsprecher, die zur Angleichung des Schalldrucks ebenfalls als Hornlautsprecher konzipiert sind.
Durch den extrem hohen Wirkungsgrad gilt das Klipschorn als einer der effektivsten Lautsprecher.
Das Klipschorn weist zwei wesentliche Konstruktionsmerkmale auf:
1. Der Lautsprecher ist auf beiden Seiten akustisch belastet. Die Membranvorderseite strahlt in die Hornkonstruktion, die Membranrückseite in eine Kammer, die von der Hornkonstruktion und der Raumluft isoliert ist.
Nichtlineare Verzerrungen durch unterschiedliche Strahlungswiderstände werden verringert.
2. Durch die Eckaufstellung werden die Zimmerwände zur Vergrößerung der effektiven Hornlänge benutzt, es können tiefere Töne abgestrahlt werden (untere Grenzfrequenz).

Gleichzeitig wird der Mündungsquerschnitt des Hornes vergrößert, Pegelsprünge beim Übergang des Schalles von der Mündungsöffnung in den freien Raum werden ebenfalls verringert.
Kleinere Schwestermodelle sind Belle Klipsch und La Scala.
Das Klipschorn wird von Klipsch ständig weiterentwickelt und ist immer noch in Produktion. Zum 60. und 70. Jahrestag wurden 2006 und 2016 jeweils limitierte Anniversary Versionen vorgestellt.